# Павлюченков Віктор Володимирович
Віктор Володимирович Павлюченков (рос. Павлюченков Виктор Владимирович; 30 квітня 1963 — 1 лютого 2021) — радянський іросійський актор, каскадер, сценарист, автор і виконавець пісень.

## Біографія
Закінчив ГІТІС в 1990 році. Член асоціації каскадерів Росії. Автор та виконавець пісень. Працював сценаристом телевізійних передач каналів ТВЦ, РТР, РенТБ.

## Каскадер
- 2009 Офіцери 2
- 2008 Застава Жиліна
- 2008 Ніхто не знає про секс — 2
- 2008 п'ятниці
- 2008 12
- 2008 Русичі
- 2006 Офіцери
- 1991 Ущелина духів

## Фільмографія
- 1988 — Стукач
- 1991 — Ущелина духів -Курсив
- 2007 — Отаман — Єгоров
- 2007 — Сищик Путілін
- 2008 — Апостол — Кондаков
- 2008 — Батюшка — Роман Малишев
- 2008 — Застава Жиліна — Трушкевич